# チェニー・スタジアム
チェニー・スタジアム、チーニー・スタジアム（Cheney Stadium [ˈtʃiːni]）は、アメリカのワシントン州タコマにある野球場。シアトル・マリナーズ傘下AAAタコマ・レイニアーズの本拠地である。
タコマへのマイナーリーグ球団誘致に尽力したベン・チェニーの名を取って球場名が「チェニー・スタジアム」になった。チェニーの銅像がネット裏に設置されている。
椅子や照明灯はサンフランシスコのシールズ・スタジアムから移植したもの。